# Lose Yourself
Lose Yourself (v překladu: ztrať sebe) je hip hopová skladba amerického rappera Eminema. Vydána byla v roce 2002 jako část soundtracku k filmu 8 Mile, kde hrál Eminem hlavní roli, poté i ve stejnojmenném albu. Film dostal v roce 2002 Oscara za nejlepší píseň. Tento fakt přidal Eminemovi ještě více na už tak velké slávě. Píseň se poté objevila také v jeho albu Curtain Call: the Hits (2005) po boku jeho doposud největších hitů. Dále byla použita jako úvodní znělka k německému krimiseriálu Lenssen & spol..
Eminem ji napsal na papír při natáčení 8 mile který se prodal na Ebayi za 10 milionů dolarů

## Graf výsledků v mezinárodních žebříčcích
| Stát (2002-2003)   | Pozice |
| ------------------ | ------ |
| Česko              | 11     |
| Německo            | 2      |
| Řecko              | 1      |
| Irsko              | 5      |
| Izrael             | 1      |
| Itálie             | 1      |
| Mexiko             | 1      |
| Nový Zéland        | 1      |
| Norsko             | 1      |
| Peru               | 1      |
| Portugalsko        | 1      |
| Rumunsko           | 1      |
| Španělsko          | 1      |
| Švédsko            | 1      |
| Švýcarsko          | 1      |
| Spojené království | 1      |
| Venezuela          | 1      |